# Аюпов, Вадим Рамильевич
Вади́м Рами́льевич Аю́пов (род. 13 октября 1974 года, Уфа, БАССР) — российский фехтовальщик, мастер спорта СССР (1990), мастер спорта России международного класса (2001) по фехтованию.
Член сборной команды России (1995—2005). Старший тренер рапирной сборной команды России по резерву (2006—2009).
Тренер спортивного клуба United Fencing Academy г. Лос-Анджелес (США).

## Семья
Отец: заслуженный тренер СССР по фехтованию Аюпов Рамиль Исмагилович (1946—2021).

## Обучение
Воспитанник ДСО «Локомотив», СДЮСШОР№ 4, школы высшего спортивного мастерства РБ (первый тренер Р. И. Аюпов).
С 1997—2002 выступал за г. Москву (тренеры — М. П. Мидлер, Д. С. Шевченко).
Окончил Уральскую государственную академию физической культуры (1999).

## Результаты
В личном зачёте:
бронзовый призёр (1997; 2001) Всемирной летней Универсиады;
чемпион России (2000);
серебряный призёр чемпионата мира (1997) среди военнослужащих;
серебряный призёр чемпионата России (1999);
серебряный призёр этапа Кубка мира (2003);
обладатель Кубка России (1995) среди мужчин;
Чемпион СССР (1990) среди юношей,
бронзовый призёр первенства Европы (1993) среди юниоров.
В командном зачёте:
чемпион Всемирной летней Универсиады (1995);
обладатель Кубка европейских чемпионов (1998);
чемпион мира (1997) среди военнослужащих;
чемпион России (1997, 1998, 2001, 2003);
победитель международного турнира «Семь наций»;
победитель этапов Кубка мира (1996).

## Награды и звания
Награждён почётным знаком «Выдающийся спортсмен РБ» (1996).